# Казахский университет международных отношений и мировых языков имени Абылай-хана
Казахский университет международных отношений и мировых языков имени Абылай-хана (КазУМОиМЯ; каз. Абылай хан атындағы Қазақ халықаралық қатынастар және әлем тілдері университеті, ҚазХҚжӘТУ) — высшее учебное заведение в Алматы, Казахстан. Осуществляет профессиональную подготовку специалистов иноязычного и международного профиля.

## История
Казахский государственный учительский институт иностранных языков был создан по постановлению Правительства СССР № 1696 от 16 сентября 1940 года. Летом 1941 года в институте начался приём преподавателей и подготовка к первому набору студентов.
В конце 1941 года был утверждён Наркомпросом КазССР устав института, согласно которому он стал самостоятельным учебно-научным учреждением. Институт состоял из трёх факультетов (английского, немецкого, французского языка), деканы которых выдвигались из числа профессоров или доцентов по ведущим дисциплинам данного факультета и утверждались Наркомпросом КазССР по представлению директора института.
Правительство Казахской ССР в августе 1944 г. приняло постановление «Об организации факультета восточных языков» с контингентом 30 чел. Факультет функционировал 3 года. Из-за недостаточной востребованности учителей китайского языка факультет был закрыт.
С апреля 1944 года институт получил название Казахский педагогический институт иностранных языков.
В 1983 году в институте на 3 факультетах (английский, немецкий, французский языки) обучались 4,5 тыс. студентов, на 30 кафедрах работали 412 преподавателей, среди них 7 профессоров и докторов наук, 112 доцентов и кандидатов наук.
Современное название Казахский университет международных отношений и мировых языков имени Абылай-хана получил в 1998 году.

## Факультеты
На 2025 год в университете функционируют 19 образовательных программ бакалавриата и 6 факультетов:
- Педагогический факультет иностранных языков
- Факультет перевода и филологии
- Факультет менеджмента и международных коммуникаций
- Факультет востоковедения
- Факультет международных отношений, бизнеса и права
- Факультет послевузовского образования

## Преподавательский состав
На 2024-2025 учебный год в университете работают 503 преподавателя. Профессорско-преподавательский состав университета отличается высоким уровнем академической квалификации:
- Доктор PhD — 40 человек
- Доктор наук — 42 человека
- Кандидат наук — 124 человека[7]

## Ректоры
Ректорами вуза в разное время работали:
- 1941 — Ханаахмед Караевич
- 1941—1942 — Балакаев, Маулен Балакаевич
- 1942—1943 — Сулейменов, Бегежан Сулейменович
- 1943—1947 — Фисенко, Варвара Фёдоровна
- 1947—1951 — Кузнецов Алексей Иванович
- 1951—1956 — Пахмурный, Павел Михайлович
- 1956—1962 — Искаков, Тулеш Искакович
- 1962—1967 — Ибраева, Ажар Хакимовна
- 1967—1976 — Джандильдин, Нурымбек Джандильдинович
- 1977—1978 — Аханов, Какен Аханович
- 1979—1987 — Амиров, Ракыш Сатович
- 1987—1992 — Ирмуханов, Беимбет Бабиктиевич
- 1992—1997 — Ахметов, Адиль Курманжанович
- 1998 — Кунанбаева, Салима Сагиевна
- 1999 (февраль-октябрь) — Ахметов, Адиль Курманжанович
- 1999 (октябрь) — по настоящее время — Кунанбаева, Салима Сагиевна

## Исторический корпус университета
Здание для Казахского института иностранных языков было построено в 1940 году по проекту архитекторов Г. Вознюк и Ю. М. Кудрявцева по адресу ул. Толе би, 84. Оно располагает учебными аудиториями и актовым залом.
После строительства нового корпуса по адресу ул. Муратбаева, 200 ректорат и ряд подразделений университета были переведены туда. Таким образом историческое здание стало рядовым корпусом учебного заведения.
В настоящее время здание является Корпусом № 2 Казахского университета международных отношений и мировых языков имени Абылай-хана, в котором располагается факультет перевода и филологии.

### Архитектура
Здание университета построено в переработанных формах классической архитектуры. Оно представляет собой протяженный в широтном направлении фасад трёхэтажного, асимметричного, «Т»-образного в плане здания, фланкирован двумя ризалитами. Центральный вход размещён в угловом ризалите и акцентирован элементами декора классической архитектуры. Плоскость высокого аттика оформлена тремя рельефными полуциркульными арками, опирающимися на многопрофильные полочки. Арочное пространство внутри декорировано медальонами с элементами советской геральдики. Здание венчает карниз сложного профиля. Стены здания кирпичные, оштукатуренные, побелены и покрашены в розовый цвет. Планировочная структура здания коридорного типа.

### Статус памятника
10 ноября 2010 года был утверждён новый Государственный список памятников истории и культуры местного значения города Алматы, одновременно с которым все предыдущие решения по этому поводу были признаны утратившими силу. В этом Постановлении был сохранён статус памятника местного значения здания университета. Границы охранных зон были утверждены в 2014 году.